# Liste der Eingemeindungen in die Gemeinde Reichelsheim (Odenwald)
Mit der Eingliederung der Gemeinden Beerfurth und Ober-Kainsbach als bis heute letzte Eingemeindungen in die Gemeinde Reichelsheim (Odenwald) gehört die Gemeinde zu den hessischen Gemeinden mit den meisten Ortsteilen.
In der ersten Tabelle stehen alle ehemaligen Gemeinden, die direkt nach Reichelsheim (Odenwald) eingemeindet wurden. Die Gemeinden, die am selben Tag eingemeindet wurden, werden in alphabetischer Reihenfolge aufgeführt.
In der zweiten Tabelle stehen die ehemals selbständigen Gemeinden in alphabetischer Reihenfolge, die (zunächst) nicht nach Reichelsheim (Odenwald), sondern in eine andere Gemeinde eingegliedert wurden.

## Eingemeindungen in die Gemeinde Reichelsheim (Odenwald)
Die im Odenwaldkreis (bis zum 31. Juli 1972 Landkreis Erbach) gelegene Gemeinde hieß zum Zeitpunkt aller hier aufgeführten Eingemeindungen amtlich Reichelsheim i. Odw. Am 1. Januar 1975 wurde der Name der Gemeinde amtlich in Reichelsheim (Odenwald) geändert.
Die Eingemeindungen fanden am 1. Februar 1971 (drei Gemeinden), am 1. Juli 1971 (eine Gemeinde), am 31. Dezember 1971 (fünf Gemeinden) und am 1. August 1972 (zwei Gemeinden) statt.
Bei den Einwohnerzahlen handelt es sich um diejenigen, die anlässlich der Volkszählungen am 6. Juni 1961 und am 27. Mai 1970 ermittelt wurden. Angaben in kursiver Schrift weisen darauf hin, dass die betroffene Gemeinde zu jenem Zeitpunkt noch nicht existierte. Hier handelt es sich um die Summe der Einwohnerzahlen der Vorgängergemeinden.
| Ehemalige Gemeinde | Datum      | Ew. 1961 | Ew. 1970 |
| ------------------ | ---------- | -------- | -------- |
| Eberbach           | 01.02.1971 | 58       | 61       |
| Frohnhofen         | 01.02.1971 | 44       | 35       |
| Unter-Ostern       | 01.02.1971 | 277      | 276      |
| Laudenau           | 01.07.1971 | 253      | 257      |
| Erzbach            | 31.12.1971 | 159      | 174      |
| Gumpen             | 31.12.1971 | 348      | 344      |
| Klein-Gumpen       | 31.12.1971 | 252      | 379      |
| Ober-Ostern        | 31.12.1971 | 313      | 332      |
| Rohrbach           | 31.12.1971 | 191      | 176      |
| Beerfurth          | 01.08.1972 | 1294     | 1305     |
| Ober-Kainsbach     | 01.08.1972 | 407      | 427      |

## Eingemeindungen in selbständige Orte, die später in die Gemeinde Reichelsheim (Odenwald) eingemeindet wurden
Die Eingemeindungen fanden in der Zeit vom 1. Januar 1968 bis zum 1. Februar 1971 statt.
| Ehemalige Gemeinde | Datum      | Anmerkung                                          | Ew. 1961 | Ew. 1970 |
| ------------------ | ---------- | -------------------------------------------------- | -------- | -------- |
| Bockenrod          | 01.02.1971 | Eingemeindung nach Beerfurth                       | 142      | 140      |
| Gersprenz          | 01.02.1971 | Eingemeindung nach Beerfurth                       | 190      | 189      |
| Groß-Gumpen        | 01.01.1968 | Zusammenschluss mit Ober-Klein-Gumpen zu Gumpen    | 266      | 268      |
| Kirch-Beerfurth    | 01.12.1970 | Zusammenschluss mit Pfaffen-Beerfurth zu Beerfurth | 359      | 370      |
| Ober-Klein-Gumpen  | 01.01.1968 | Zusammenschluss mit Groß-Gumpen zu Gumpen          | 82       | 76       |
| Pfaffen-Beerfurth  | 01.12.1970 | Zusammenschluss mit Kirch-Beerfurth zu Beerfurth   | 603      | 606      |